# Bjørnar Neteland
Bjørnar Neteland (* 20. Mai 1991) ist ein norwegischer Skirennläufer. Er ist auf die Disziplinen Super-G, Riesenslalom und Abfahrt spezialisiert.

## Biografie
Der für Fana IL startende Neteland bestritt im November 2006 nach Erreichen der Altersgrenze seine ersten FIS-Rennen, blieb zunächst aber noch ohne nennenswerte Erfolge. Erst im Februar 2010 gelang ihm in einem FIS-Super-G in Ål der erste Sieg, gut ein Jahr später folgte in Hovden der Gewinn des norwegischen Juniorenmeistertitel im Riesenslalom. In der Saison 2010/11 startete er in Trysil zweimal im Europacup, konnte sich aber ebenso wie bei seinen folgenden elf Einsätzen in dieser Rennserie nicht in den Punkterängen klassieren. Dies gelang ihm erstmals am 28. November 2012, als er 27. der Abfahrt auf der Reiteralm wurde. Im selben Winter wurde er hinter Aksel Lund Svindal norwegischer Vizemeister in der Super-Kombination und gewann die Bronzemedaille in der Abfahrt.
In der folgenden Saison stand Neteland als Dritter der Super-Kombination von Crans-Montana erstmals auf einem Europacup-Podest und debütierte zudem bei den Heimrennen in Kvitfjell im Weltcup, wo er die Punkteränge jedoch noch deutlich verpasste. 2014/15 konnte sich Neteland weiter steigern, gewann mit der Alpinen Kombination von Sella Nevea sein erstes Europacuprennen und damit auch die Disziplinwertung in dieser Rennserie. Zudem erreichte er am 8. März 2015 beim Super G in Kvitfjell als 28. bei seinem fünften Weltcupeinsatz erstmals die Punkteränge und wurde zum Abschluss des Winters norwegischer Meister im Riesenslalom. In der Europacup-Saison 2015/16 entschied Neteland mit zwei Siegen und zwei dritten Plätzen die Gesamtwertung für sich, wobei er am Ende zwei Punkte Vorsprung auf Christian Walder hatte.

## Erfolge

### Weltcup
- 5 Platzierungen unter den besten 20

### Weltcupwertungen
| Saison  | Gesamt | Gesamt | Super-G | Super-G | Riesenslalom | Riesenslalom | Kombination | Kombination |
| Saison  | Platz  | Punkte | Platz   | Punkte  | Platz        | Punkte       | Platz       | Punkte      |
| ------- | ------ | ------ | ------- | ------- | ------------ | ------------ | ----------- | ----------- |
| 2014/15 | 149.   | 3      | 56.     | 3       | –            | –            | –           | –           |
| 2015/16 | 157.   | 2      | 58.     | 2       | –            | –            | –           | –           |
| 2016/17 | 92.    | 57     | 39.     | 15      | 36.          | 32           | 33.         | 10          |
| 2017/18 | 106.   | 30     | 51.     | 2       | 42.          | 20           | 33.         | 8           |
| 2018/19 | 134.   | 10     | 56.     | 3       | 49.          | 7            | –           | –           |

### Europacup
- Saison 2012/13: 9. Kombinationswertung
- Saison 2013/14: 4. Kombinationswertung
- Saison 2014/15: 1. Kombinationswertung
- Saison 2015/16: 1. Gesamtwertung, 2. Super-G-Wertung, 2. Kombinationswertung
- Saison 2016/17: 8. Kombinationswertung, 10. Super-G-Wertung
- Saison 2017/18: 10. Super-G-Wertung
- Saison 2018/19: 9. Gesamtwertung, 2. Riesenslalomwertung
- 10 Podestplätze, davon 5 Siege:

| Datum             | Ort          | Land       | Disziplin          |
| ----------------- | ------------ | ---------- | ------------------ |
| 4. Februar 2015   | Sella Nevea  | Italien    | Alpine Kombination |
| 11. Dezember 2015 | Sölden       | Österreich | Alpine Kombination |
| 15. Januar 2016   | Reiteralm    | Österreich | Super-G            |
| 20. Dezember 2016 | Reiteralm    | Österreich | Super-G            |
| 7. März 2019      | Hinterstoder | Österreich | Riesenslalom       |

### Weitere Erfolge
- 1 norwegischen Meistertitel (Riesenslalom 2015)
- norwegischer Juniorenmeister im Riesenslalom 2011
- 20 Siege in FIS-Rennen